# Constitution de la république de Chypre
Lire en ligne

Consulter

La Constitution de Chypre, officiellement la Constitution de la république de Chypre (Το Σύνταγμα της Κυπριακής Δημοκρατίας, Kıbrıs Cumhuriyeti Anayasası) est la loi suprême de la république de Chypre telle qu'elle l'était en 1960, mais qui est toujours en vigueur bien qu'elle ne soit plus techniquement applicable. La constitution a été adoptée le 6 juillet 1960 et est entrée en vigueur le 16 août 1960, depuis lors, elle n’a été modifiée que cinq fois. Le document original contenait 199 articles et mettait sur un pied d'égalité le grec et le turc, les faisant toutes deux langues officielles. Il s'agit d'une constitution de type « dualiste » et d'un genre de « fédéralisme fonctionnel ».

## Principes fondamentaux
L'histoire de l'île fait que, en 1960, après son accession à l'indépendance, les Britanniques partagent la protection de la souveraineté de la jeune république avec les Grecs et les Turcs.
Divers documents sont à l'origine de la constitution de 1960, dont les accords de Zurich et de Londres signés le 19 février 1959 desquels sont tirés :
- un accord en 27 points sur la structure de base de la république de Chypre ;
- un traité de garantie entre la république de Chypre, la Grèce, le Royaume-Uni et la Turquie ;
- un traité d'alliance entre la république de Chypre, la Grèce et la Turquie ;
- une déclaration du gouvernement britannique du 17 février ;
- un article additionnel inséré dans le traité de garantie, portant sur les territoires de souveraineté britannique.

La nation chypriote est fondée sur les principes de légalité, de séparation des pouvoirs, d’impartialité du pouvoir judiciaire, de respect et de protection des droits de l’homme et des libertés fondamentales. La légalité est garantie par la constitution écrite et par les lois, mais aussi par l'engagement du gouvernement à les respecter et à les faire appliquer. Les droits de l'homme et les libertés fondamentales sont garantis dans la deuxième partie de la constitution.

## Particularités chypriotes
Selon l’article 1er de la constitution :

« L'État de Chypre est une république indépendante et souveraine, dotée d'un régime présidentiel, avec un président grec et un vice-président turc, élus par les communautés grecque et turque respectivement, comme il est établi ci-dessous dans la présente Constitution. »

Cette répartition des postes est basée sur une structure communautariste définie dans le second article :

« Pour les besoins de cette constitution :
1. La communauté grecque comprend tous les citoyens de la république qui sont d'origine grecque et dont la langue maternelle est le grec ou qui partagent les traditions culturelles grecques  ou sont membres de l'Église orthodoxe grecque.
2. La communauté turque comprend tous les citoyens de la république qui sont d'origine turque et dont la langue maternelle est le turc ou qui partagent les traditions culturelles turques ou sont musulmans.
3. Les citoyens de la république qui ne répondent pas aux critères des no 1 et 2 du présent article doivent, dans les trois mois suivant la date d'entrée en vigueur de la présente constitution opter pour appartenir à l'une des deux communautés, grecque ou turque, à titre individuel, mais, si elles appartiennent à un groupe religieux déterminé, elles opteront en tant que groupe religieux et, une fois l'option exercée, elles seront considérées comme membres de la communauté choisie. »